# Куртисия
Куртисия, или Ассегайя (лат. Curtisia) — род растений монотипного семейства Куртисиевые (Curtisiaceae) порядка Кизилоцветные (Cornales). Включает единственный вид: Куртисия зубчатая, или Куртисия буковая (Curtisia dentata).

## Этимология
Род назван в честь английского ботаника и основателя ботанического журнала «Curtis's Botanical Magazine» Уильяма Кёртиса.

## Ботаническое описание
Вечнозелёное дерево до 13 м высотой, иногда выше.
Листья крупные, супротивные, мясисто-кожистые, сверху глянцевитые, снизу ржаво-войлочные от звездчатых волосков, край зубчатый, похожи на листья бука (Fagus).
Цветки мелкие, 4-членные, обоеполые, собраны в верхушечное соцветие.
Плоды — мелкие, с остающейся чашечкой, снежно-белые, шаровидные, 4-гнёздные костянки с 1 семенем в каждой косточке.

## Распространение
Встречается в горах южных и восточных областей Южной Африки.

## Хозяйственное значение и применение
Древесина использовалась местными жителями для изготовления ассегаев.

## Синонимы вида
- Curtisia fagifolia Salisb.
- Curtisia faginea Aiton
- Junghansia faginea (Aiton) J.F.Gmel.
- Relhamia faginea (Aiton) J.F.Gmel.
- Sideroxylon dentatum Burm.f.basionym